# Município de Fairfield (condado de Butler, Ohio)
O município de Fairfield (em inglês: Fairfield Township) é um município localizado no condado de Butler no estado estadounidense de Ohio. No ano de 2010 tinha uma população de 21373 habitantes e uma densidade populacional de 513,61 pessoas por km².

## Geografia
O município de Fairfield encontra-se localizado nas coordenadas 39° 23′ 24″ N, 84° 31′ 26″ O. Segundo a Departamento do Censo dos Estados Unidos, o município tem uma superfície total de 41.61 km², da qual 40.74 km² correspondem a terra firme e (2.1%) 0.88 km² é água.

## Demografia
Segundo o censo de 2010, tinha 21373 pessoas residindo no município de Fairfield. A densidade populacional era de 513,61 hab./km².